# Langenneufnach
Langenneufnach es un municipio alemán, ubicado en el distrito de Augsburgo en la región administrativa de Suabia, en el Estado federado de Baviera. Forma parte y es la sede de la Verwaltungs
gemeinschaft de Stauden. 
Se encuentra a unos 30 km al suroeste de Augsburgo y a 21,5 km al noreste de Krumbach.